# Мирта
Мирт или Мирта (латински: myrtus от гръцкото: μύρτος от женски род) е род южни вечнозелени растения.
Към този род според съвременните биолози се числят три вида:
- Myrtus communis – обикновена мирта, с местообитание средиземноморска Европа
- Myrtus nivellei – сахарска мирта, разпространена в Северна Африка и
- Myrtus phyllireaefolia

Обикновената мирта (Myrtus communis) е вечнозелено дърво или храст с бели благоуханни цветове, което символизира славата или любовта; расте в средиземноморските области. Ароматното масло се използва главно за ароматизиране на мъжка козметика. В Средновековието от листа и цветове на мирта се е приготвяла ароматна тоалетна вода, наричана „ангелска вода“, с която дамите се грижели за кожата си. Тя имала стягащ и тонизиращ ефект. И днес миртата се използва от много реномирани козметични марки като съставка при приготвянето на тоалетни води и лосиони за почистване на склонна към възпаления кожа.
Във Византия според „Геопоника“ (Х в.) от миртови плодове и дрян се правело специално вино.
В кулинарията в средиземноморската кухня клонки от мирта се използват като подправка при приготвянето на печени меса и сосове.